# Nadejda Mandelstam
Nadejda Iàkovlevna Mandelstam o Mandelxtam (en rus Надежда Яковлевна Мандельштам, nascuda Hazin; 31 d'octubre de 1899 — 29 de desembre de 1980) va ser una escriptora russa i esposa del poeta polonès Óssip Mandelstam.
Nascuda a Saràtov en una família jueva de classe mitjana, va passar la infantesa a Kíev. Després de l'escola secundària va estudiar art.
Després del seu casament el 1921, Nadejda i Óssip Mandelstam van viure a Ucraïna, Petrograd, Moscou i Geòrgia. Óssip va ser arrestat el 1934 pel seu poema satíric Epigrama de Stalin. Juntament amb Nadejda van exiliar-se a Txerdin, a la regió de Perm, i més tard a Vorónej.
Després del segon arrest d'Óssip Mandelstam i la seva mort al camp de trànsit de Vladperpunkt, prop de Vladivostok, el 1938, Nadejda Mandelstam va passar a viure de forma nòmada, esquivant el seu possible arrest i canviant sovint de lloc de residència i de feina. Almenys en una ocasió, a Kalinin, l'NKVD va venir a buscar-la l'endemà que abandonés el lloc.
Com a missió de la seva vida, Nadejda va assumir la preservació i la publicació del llegat poètic del seu marit. Va memoritzar la major part de les poesies perquè no confiava en les versions impreses.
Després de la mort de Stalin, Nadejda Mandelstam va completar la seva tesi doctoral (1956) i se li va permetre el retorn a Moscou el 1958.
En les seves memòries, Hope Against Hope i Hope Abandoned, publicades primer a Occident, va fer una anàlisi èpica de la seva vida i hi critica la degradació moral i cultural de la Unió Soviètica a partir dels anys vint. Els títols de les seves memòries són un joc de paraules amb el seu nom de pila, perquè Nadejda vol dir 'esperança' en rus (en anglès hope).
El 1979 va donar els seus arxius a la Universitat de Princeton. Nadejda Mandelstam va morir el 1980 a Moscou, als 81 anys.

## Obres
- Hope against Hope. A Memoir. Nova York: Atheneum, 1970 (ISBN 1-86046-635-4)
- Hope Abandoned. A Memoir, traduït del rus per Max Hayward. Nova York: Atheneum, 1970 (ISBN 0-689-10549-5)
- Contra tota esperança (Quaderns Crema, 2012) (ISBN 978-84-7727-537-4)